# Inmigración italiana en Colombia
La inmigración italiana en Colombia son grupos de ciudadanos colombianos de ascendencia italiana. Se estima que 2 000 000 de colombianos tienen ascendencia italiana total o parcial, comenzando desde siglos atrás en épocas de colonización hasta inmigración en los siglos XIX y XX.

## Historia

### Período colonial
La presencia de italianos en Colombia empezó desde las épocas de Cristóbal Colón y Américo Vespucio. El mismo nombre de Colombia deriva del apellido en italiano (Colombo) del descubridor de América, idealizado por el venezolano Francisco de Miranda.
Martino Galeano (miembro de la noble Familia Galeano de Génova) fue uno de los más importantes conquistadores del territorio de la actual Colombia (Nuevo Reino de Granada). Como capitán de infantería, dirigió la campaña militar de Pedro Fernández de Lugo, que desembarcó en Santa Marta en 1535. Luego fundó la población de Vélez, en Santander, siendo regidor de la misma y cofundador de Bogotá.
Tiempo después, en el navío Santa Rosa, llegó desde el puerto de Cádiz a la ciudad de Cartagena de Indias el artillero naval Giovanni Andrea Botero, más específicamente en enero del año 1716, trabajando al servicio de la corona española. El artillero Botero nació en la República de Génova y por enfermedad, al no ser ciudadano español, tuvo que pedir permiso para quedarse en el territorio del Virreinato de la Nueva Granada. Viajó al interior del país y se asentó en el Valle de San Nicolás, más específicamente en el municipio de Rionegro, Antioquia, fundando allí esta familia en Colombia.

### Colombia independiente

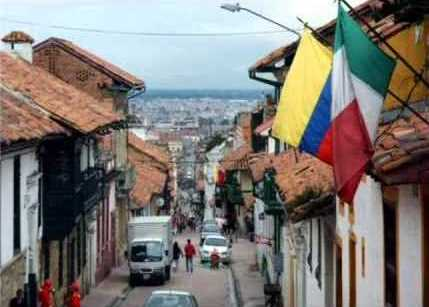
Banderas de Italia y Colombia en Bogotá.

Antes de la guerra de independencia, centenares de religiosos (principalmente misioneros y curas) dejaron sus huellas en muchos renglones de la sociedad colonial. Aunque pocos, estos primeros italianos estaban casi todos en los niveles superiores de la sociedad colombiana: en 1812 Juan Dionisio Gamba, hijo de un comerciante genovés, fue presidente del Estado de Cundinamarca.
A mediados del siglo XIX llegaron muchos italianos del sur del país (especialmente de la provincia de Salerno y de las regiones de Basilicata y Calabria) a la costa norte de Colombia: Barranquilla fue el centro de esta primera migración de masa.
Agustín Codazzi propuso la creación de una colonia agrícola de italianos, tomando como modelo lo que hizo con la Colonia Tovar en Venezuela, pero -según el académico Roberto Violi- un conjunto de factores se lo impidieron.
En 1885 se rompieron las relaciones diplomáticas entre Italia y Colombia cuando un acaudalado empresario italiano de nombre Ernesto Cerruti se puso en contra de la oligarquía y de la iglesia del Cauca, favoreciendo a los liberales y masones, por lo que las autoridades de Bogotá confiscaron sus propiedades y lo encarcelaron. Esto ocasionó un bloqueo de los puertos colombianos por parte de la Marina italiana y el flujo migratorio desde Italia se cerró parcialmente hasta 1899.

El largo contencioso diplomático entre Italia y Colombia y todo el caso Cerruti dejan un rezago de rencores y desconfianzas hacia los italianos. En 1892, cuando Carlo Vedovelli solicita y obtiene del gobierno colombiano 200.000 hectáreas de tierra en la Sierra Nevada de Santa Marta, en el Departamento del Magdalena, con la ilusión de asentar allí 8.000 inmigrantes italianos, el semanario Colombia Cristiana, pilar católico del régimen, critica duramente el proyecto.

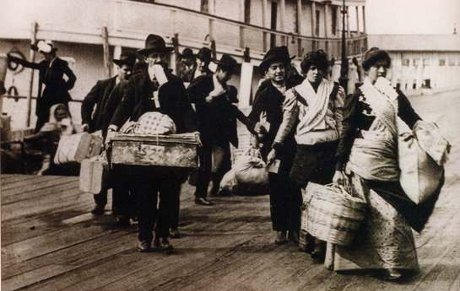
Italianos llegando a Colombia.

Antes de la Primera Guerra Mundial había unos 15.000 italianos en Colombia, concentrados en la costa alrededor de Barranquilla, Cartagena y Santa Marta, con algunos centenares viviendo en Bogotá. La mayoría de ellos eran hombres y muchos de ellos se casaron con colombianas de la alta sociedad local y de estirpe española.
En las décadas siguientes, especialmente en Barranquilla, miembros de la comunidad italiana iniciaron todo tipo de actividades industriales: zapatos, joyas, bebidas, entre otras empresas, las cuales constituían sus grandes emprendimientos. Otras personas de distintos oficios, tales como médicos y ensayistas, contaron sus últimas historias en el sur del Caribe Colombiano, como en El Carmen de Bolívar y en otros puertos marítimos.
Después de la Segunda Guerra Mundial la emigración italiana se dirigió prevalentemente hacia la capital, Cali y Medellín, en su mayoría provenientes de las regiones del norte de Italia.

## Aporte cultural y social
....La influencia (italiana) fue determinante en la ciencia, la cultura, las artes y el derecho de Colombia. Además, les dieron vida a símbolos como el mapa, el Himno Nacional y el Capitolio.
Armando Silva

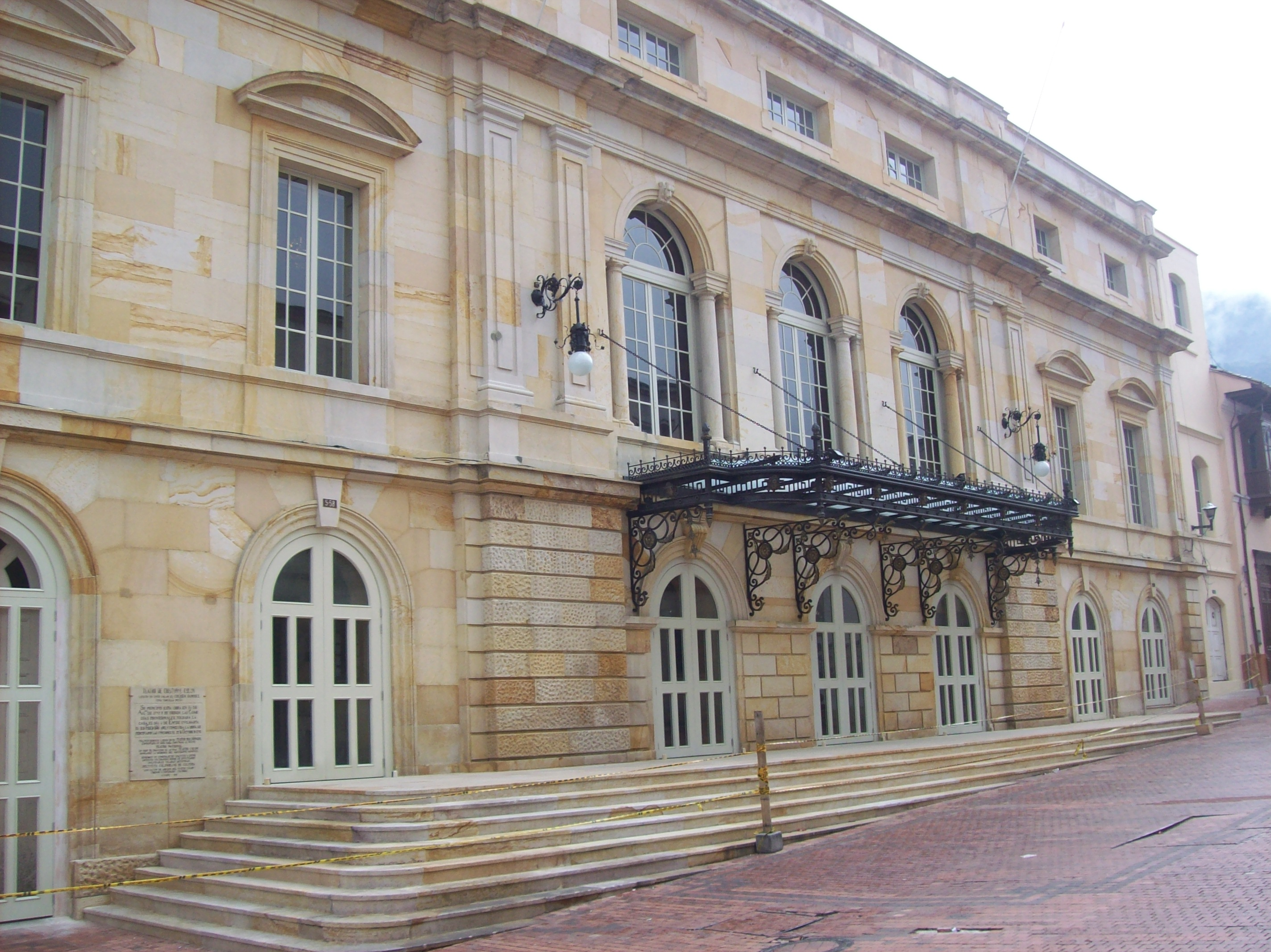
Teatro Colón de Bogotá, obra del italiano Pietro Cantini.

La enorme emigración italiana en América impactó mucho menos en Colombia que en otros países de la región. Sin embargo, la diáspora creó una pequeña comunidad de italo-colombianos que se ha integrado en la sociedad local.
Esta representa una importante población inmigrante en Colombia, principalmente en ciudades del Caribe como Barranquilla, Cartagena y Santa Marta, y en Bogotá. Desde el siglo XVII se ve la llegada de italianos a los puertos marítimos del país como Cartagena y Santa Marta, y algunos fluviales como Mompox.
Donde más se aprecia la presencia italiana es en la cultura de Colombia: desde el cine a la arquitectura, a la música y al arte en general es fundamental el aporte de los italianos inmigrados a Colombia.
En efecto, desde la primera década del cine, casi al mismo tiempo que en los países europeos, aparecen ya en Colombia los italianos Vicente y Francesco di Domenico, quienes vienen a explotar comercialmente el nuevo invento. En 1912 estrenan el Teatro Olimpia de Bogotá, "con una capacidad asombrosa de 3.000 espectadores y rodarían la película italiana II romanzo di un giovane povero, la primera exhibida en Colombia en un teatro para tal fin.
Cuando en 1927 se lanza el cine sonoro, nace la empresa que va a dominar hasta hoy el paisaje cinematográfico nacional: Cine Colombia, originada en las empresas de los Di Domenico. En 1912 IIegó a Barranquilla Floro Manco, quien importó la primera máquina filmadora de cine con la que realizó películas documentales, lo que puede ser el lejano origen de este género en el país, así como en 1952 donde Rafael Campanella Rodríguez filmaba el Carnaval de Barranquilla, paisajes naturales del país y oleoductos de la empresa Andean National Corporation.

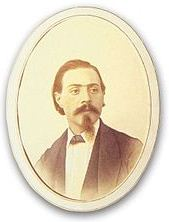
Oreste Sindici, músico italiano (nacionalizado colombiano) que compuso la música del Himno nacional de Colombia.

En la arquitectura se vuelve a constatar la presencia italiana en la construcción de algunos de los emblemas de la nacionalidad colombiana. El Capitolio Nacional es obra de Pietro Cantini. Su labor se desarrolla desde 1885 hasta 1906 y su aporte se extiende a crear una escuela de arquitectura, formada alrededor de la construcción del Capitolio Nacional. Esta escuela, la antigua academia Vásquez de pintura y la academia de música se fusionaron para formar la "Escuela de Bellas Artes", que quedó constituida el 10 de abril de 1886 y es el origen de la actual Facultad de Artes de la Universidad Nacional. También es de Cantini el Teatro Colón.
Dos esculturas de gran simbolismo nacional también son de manos italianas. A mediados del siglo antepasado llegó a Bogotá la estatua pedestre de Simón Bolívar, obra de Pietro Tenerani, hoy en la Plaza de Bolívar. Y en Cali se encuentra la imponente escultura de Cristo Rey en uno de sus cerros recibiendo a los visitantes, obra de los hermanos Alideo y Alindo Tazzioli, quienes llegaron entre 1929 y 1934.
En Colombia, la influencia italiana en el arte musical tiene raíces antiguas con Giovanni Battista Coluccine y Giuseppe Dadey, que fueron prácticamente los precursores de este arte. En los siglos XIX y XX llegan varias compañías de ópera y dan a conocer la música operática de Verdi, Rossini, Vincenzo y Bellini. Particularmente, algunos himnos y coros se convirtieron en símbolos locales tan asumidos por los colombianos, que incluso hoy día varios de ellos se tararean diariamente, como ocurre con la de Aida, de Verdi.

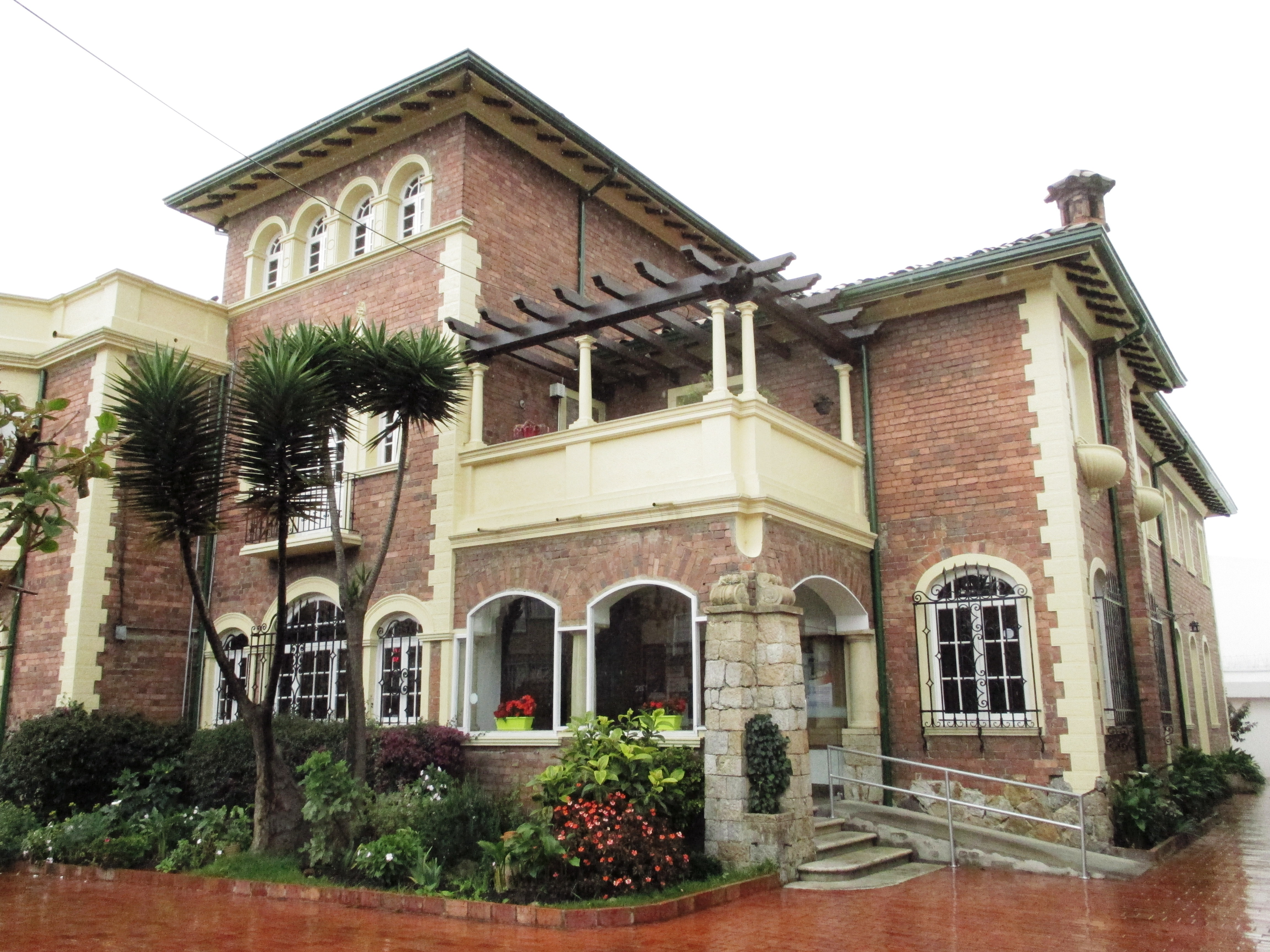
Instituto de Cultura Italiana en el barrio Teusaquillo de Bogotá.

Son muchos los campos de la cultura, las industrias y las ciencias nacionales abonados por italianos. El derecho, por ejemplo, recibió el influjo renovador de los grandes tratadistas italianos Francisco Carrara, César Lombroso y Enrique Ferri. Sus enseñanzas marcaron los caminos del derecho penal y la criminalística colombiana, y dejaron su impronta en el Código Penal que estuvo vigente desde 1936 hasta principios de 1981.
En arquitectura, además de Cantini, durante el siglo XIX el arquitecto Juan Mainero Trucco construyó el desaparecido Teatro Marinero. En Popayán, Mario Lombardi diseñó a su vez el Teatro Guillermo Valencia. En la misma ciudad, el religioso Serafín Barbetti construyó el Puente del Humilladero.
Giovanni Buscaglione desarrolló a principios del siglo XX varias construcciones religiosas de estilo ecléctico en Bogotá y Medellín. También en el siglo XX, Bruno Violi y Vicente Nasi dejaron obras significativas en la capital. Las Matemáticas como disciplina mucho le deben al profesor Carlo Federeci Casa.
Actualmente los italianos en Colombia cuentan con escuelas italianas en Bogotá (institutos "Leonardo da Vinci" y "Alessandro Volta"), Medellín ("Leonardo da Vinci") y Barranquilla ("Galileo Galilei"), además de algunas instituciones patrocinadas por el gobierno italiano como la Sociedad Dante Alighieri, el Instituto de Cultura italiana y la Casa de Italia en la capital.

## Notables italo-colombianos
Colombia es un país muy diverso, no solo a nivel étnico, sino también a nivel cultural y social.
Muchos colombianos se han destacado a nivel nacional e internacional en los campos del arte, el entretenimiento, el deporte, la religión, la política, entre otros. Algunos de ellos son descendientes de italianos, cuyos ancestros llegaron al territorio suramericano hoy llamado Colombia, ya sea hace algunos siglos o relativamente hace pocas décadas o años.

### Arte y Entretenimiento
Uno de los colombianos más destacados es el artista Fernando Botero, quien nació en la ciudad de Medellín en el año 1932, convirtiéndose en el pintor, dibujante y escultor de mayor reconocimiento de América Latina. Su estilo figurativo, muy particular por sus grandes volúmenes, es plenamente identificado en el mundo entero. Sus pinturas y esculturas se encuentran exhibidas en museos y calles de grandes ciudades del mundo. En Colombia, se destaca el Museo Botero, ubicado en Bogotá y la Plaza Botero, con algunas de sus esculturas, en el centro de Medellín.

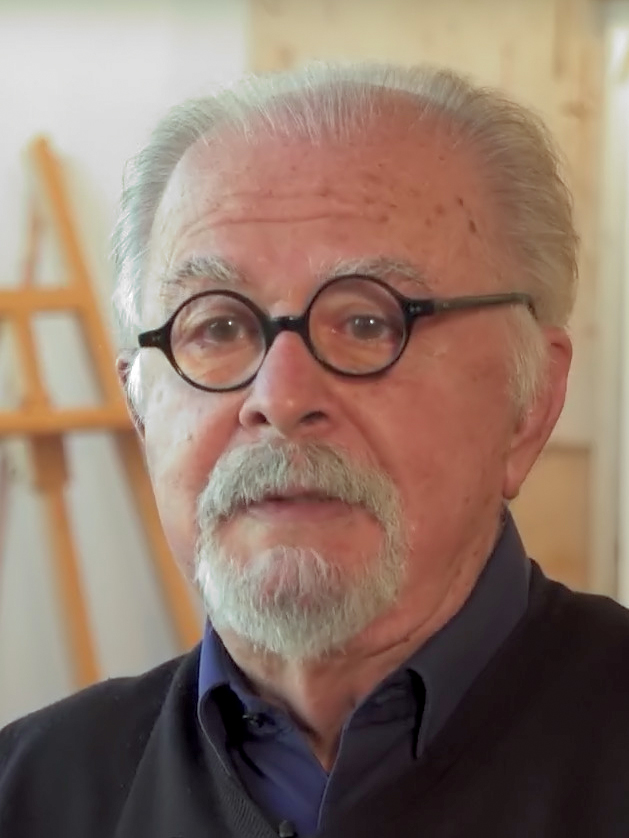
Artista figurativo y escultor colombiano Fernando Botero. Todos los colombianos que llevan este apellido descienden de un artillero naval italiano, nacido en la República de Génova.

Igualmente, actrices como María Cecilia Botero, Raquel Ércole  y Andrea Nocetti, han triunfado en las artes escénicas, durante distintas épocas de la historia de la televisión, el cine y el teatro en Colombia, así como más allá de sus fronteras. Botero y Ércole son reconocidas como unas de las más grandes actrices del país, mientras Nocetti no solo ha actuado en televisión, sino que también es una reconocida modelo y fue reina nacional de la belleza (Miss Colombia), en el año 2000.
En el campo de la música, la más grande artista de Colombia es Shakira, quien nació en la ciudad costera de Barranquilla y tiene raíces italianas por parte de su familia materna, aparte de sus conocidas raíces libanesas. El cantautor Rodolfo Aicardi, también originario de la región caribe colombiana, fue conocido y disfrutado por varias generaciones de colombianos en el siglo XX, por sus composiciones de música tropical, incluyendo ritmos como la cumbia y el merengue.

### Religión
En el campo de la religión, Colombia ha tenido varias personalidades destacadas por su trabajo al servicio de la Iglesia católica y de las comunidades necesitadas y vulnerables, tanto a nivel nacional como internacional.

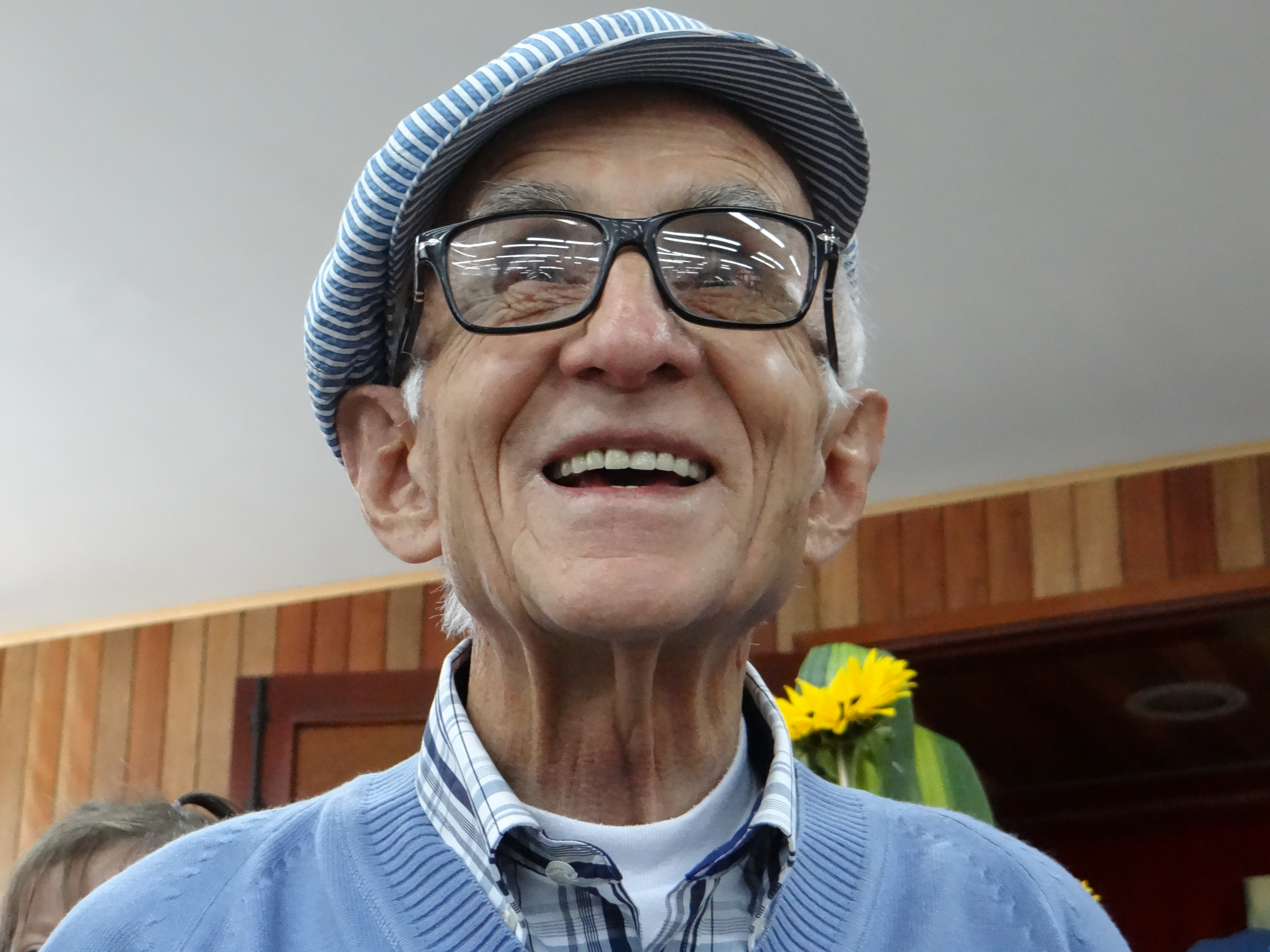
Padre Javier de Nicoló.

Posiblemente el clérigo más importante perteneciente a este grupo de italo-colombianos es Mario Revollo Bravo, quien nació en la ciudad de Génova, Italia, hijo de bogotanos. Revollo Bravo fue llevado a Colombia cuando sus padres regresaron a dicho país, realizando allí una notable carrera eclesiástica, comenzando como sacerdote hasta ser nombrado por el Papa Juan Pablo II como Cardenal Presbítero y luego como Cardenal de San Bartolomé en la Isla (título cardenalicio).
El padre Javier De Nicoló también fue una figura muy importante, no solo por su labor como sacerdote, sino también por sus obras en favor de la niñez más desamparada en el territorio colombiano. El padre Javier recibió numerosos reconocimientos, por organizaciones como la Unicef, por su labor en varias de las principales ciudades de Colombia, en pro de la rehabilitación y educación de niños sin hogar. De Nicoló también recibió la Orden de Boyacá, la cual es la máxima condecoración que un ciudadano nacional o extranjero (civil o militar) puede recibir por parte del gobierno de Colombia.

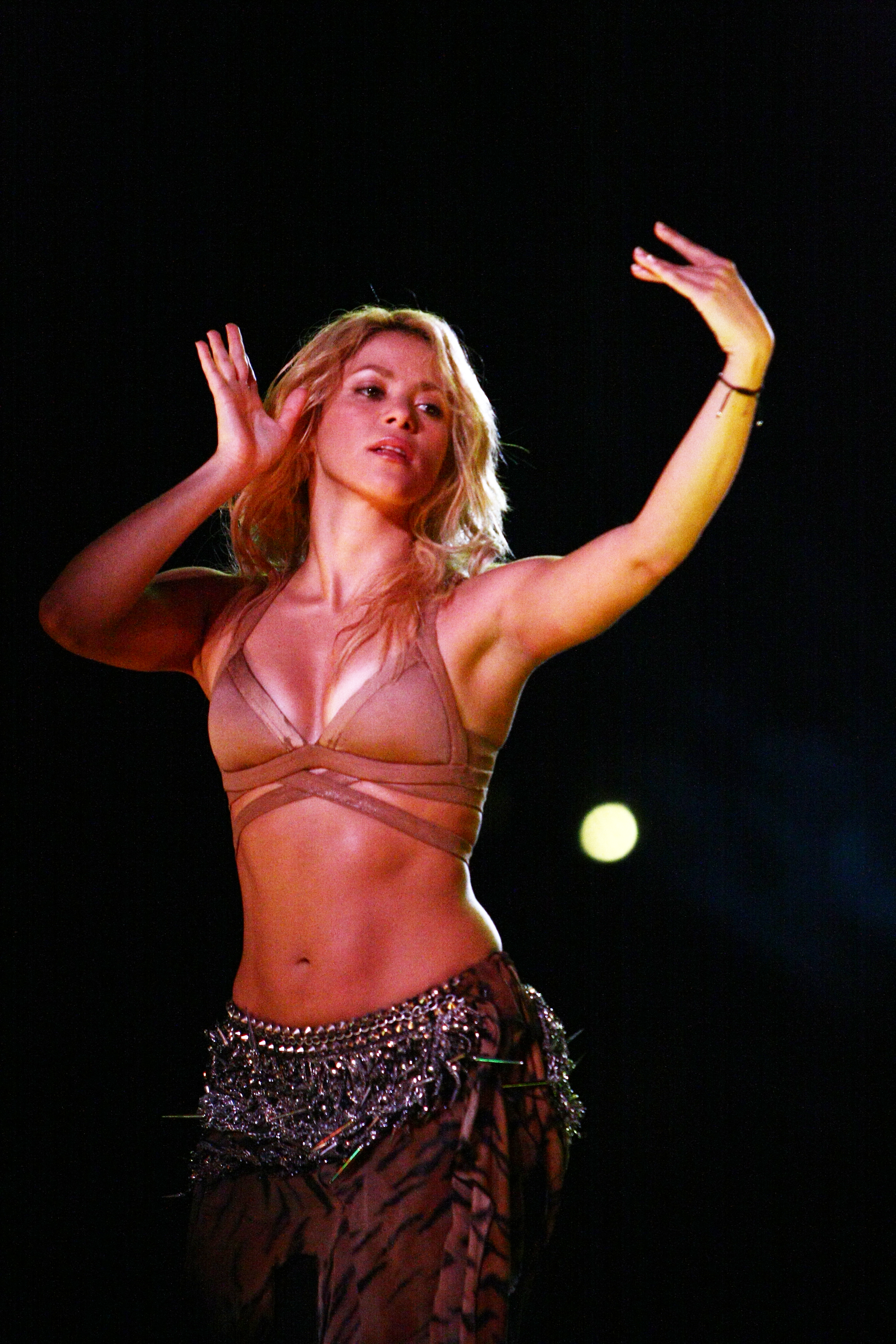
La cantante colombiana Shakira además de tener raíces libaneses, por parte de su madre cuenta con ascendencia italiana.

### Política
Colombia ha sido gobernada por dirigentes de varias regiones del país y distintos orígenes. Entre los políticos colombianos de ascendencia italiana, sin mencionarlos a todos, se encuentran personas como el economista y político Gustavo Petro también tiene ascendencia italiana. Su bisabuelo, el señor Francesco Petro, inmigró desde el sur de Italia al departamento de Córdoba, norte de Colombia, hacia el año 1870. Petro ha desarrollado una amplia carrera política en este país suramericano, incluyendo cargos como Concejal de Zipaquirá, miembro de la Cámara de Representantes de Colombia, Alcalde Mayor de Bogotá, Senador de la República y el 19 de junio de 2022, fue electo por voto popular de segunda vuelta como Presidente de la República de Colombia para el período 2022-2026.
Armando Benedetti, un conocido periodista y político, miembro del congreso de Colombia durante varios períodos, quien durante el período 2010-2011 fue electo como Presidente del Senado de la República.

### Deportes
En el campo de los deportes, se han destacado personalidades como el futbolista y comentarista deportivo Norberto Peluffo, un apasionado por el fútbol desde su infancia y ampliamente reconocido por su carrera deportiva, así como los futbolistas y hermanos Francisco Cassiani y Geovanis Cassiani, siendo jugadores de la Selección Colombia en los años de la década de 1990, así como en equipos colombianos. Francisco también jugó en clubes de fútbol profesional en Argentina, Chile y Perú. Más recientemente, Nicolás Benedetti, un jugador nacido en Cali, se ha desempeñado exitosamente en algunos clubes de fútbol colombianos y mexicanos.
Colombia también es potencia mundial en distintas disciplinas ciclísticas. Entre los mejores ciclistas en la historia nacional se encuentra Santiago Botero, quien consiguió múltiples victorias de etapas en la Vuelta a España, el Tour de Francia y la Vuelta a Colombia, así como títulos y medallas de oro en varios campeonatos profesionales, nacionales e internacionales.